# Otto I van Schwerin
Otto I van Schwerin bijgenaamd de Schone (overleden rond 13 januari 1357) was van 1327 tot 1344 graaf van Schwerin-Wittenburg en van 1344 tot 1357 graaf van Schwerin.

## Levensloop
Otto I was de oudste zoon van graaf Günzel VI van Schwerin en Richardis van Tecklenburg, dochter van graaf Otto IV van Tecklenburg. Zijn vader regeerde samen met zijn oom Nicolaas II over het graafschap Saksen-Wittenburg. Na de dood van zijn vader in 1327 begon Otto I samen met Nicolaas II te regeren.
In 1344 overleed de neef van zijn oom, graaf Hendrik III van Schwerin-Neustadt en Marnitz, zonder nakomelingen na te laten. Hierna erfden Otto en zijn oom het graafschap en werd Schwerin herenigd. Nadat zijn oom Nicolaas II in 1350 stierf, bleef Otto I als alleenheerser van het graafschap Schwerin over tot aan zijn eigen dood in 1357.
Hij was gehuwd met Mechtildis van Werle, dochter van graaf Johan III van Werle. Ze kregen een dochter:
- Richardis (1347-1377), huwde met hertog Albrecht III van Mecklenburg, onder de naam Albrecht I ook koning van Zweden.

Omdat Otto geen mannelijke nakomelingen had, werd hij na zijn dood als graaf van Schwerin opgevolgd door zijn broer, graaf Nicolaas I van Tecklenburg.